# Joaquín Anglés Cañé
Joaquín Anglés Cañé (Tortosa, 19 de agosto de 1859-París, 10 de mayo de 1911) fue un escultor español.

## Biografía
Después de haber aprendido dibujo, se dedicó a la edad de veintidós años a la escultura, sin haber estudiado en academia ni taller alguno. Fijó algún tiempo después su residencia en Barcelona, donde abrió un taller y ejecutó algunos trabajos que expuso en las exposiciones anuales celebradas en esa ciudad y en Zaragoza, y de los que se ocupó la prensa.

## Obras
Entre sus varias obras escultóricas, destacan un busto de D'Artagnan, una estatua de bronce titulada Abandonado a la playa, Conversión del lobo, Macbeth. Asimismo, realizó una titulada Caballero de Luis XIII y estatuas de Carlos III y de san Gabriel. También talló un busto del conde Campomanes, un relieve de san Francisco de Paula, Conversión del bandolero por San Francisco, Halconero florentino, Trovador, varias imágenes y retratos de Rafael Calvo, Manuel Gil Maestre y otros varios. En San Sebastián, modeló también una medalla alegórica del premio concedido por Barcelona al Orfeón Bilbaíno en el concurso internacional y un busto al ingenio bilbaíno Evaristo Churruca.